# Galerie Agathe Gaillard
 (mars 2024).
La mise en forme du texte ne suit pas les recommandations de Wikipédia : il faut le « wikifier ».
Les points d'amélioration suivants sont les cas les plus fréquents. Le détail des points à revoir est peut-être précisé sur la page de discussion.
- Les titres sont pré-formatés par le logiciel. Ils ne sont ni en capitales, ni en gras.
- Le texte ne doit pas être écrit en capitales (les noms de famille non plus), ni en gras, ni en italique, ni en « petit »…
- Le gras n'est utilisé que pour surligner le titre de l'article dans l'introduction, une seule fois.
- L'italique est rarement utilisé : mots en langue étrangère, titres d'œuvres, noms de bateaux, etc.
- Les citations ne sont pas en italique mais en corps de texte normal. Elles sont entourées par des guillemets français : « et ».
- Les listes à puces sont à éviter, des paragraphes rédigés étant largement préférés. Les tableaux sont à réserver à la présentation de données structurées (résultats, etc.).
- Les appels de note de bas de page (petits chiffres en exposant, introduits par l'outil «  Source ») sont à placer entre la fin de phrase et le point final[comme ça].
- Les liens internes (vers d'autres articles de Wikipédia) sont à choisir avec parcimonie. Créez des liens vers des articles approfondissant le sujet. Les termes génériques sans rapport avec le sujet sont à éviter, ainsi que les répétitions de liens vers un même terme.
- Les liens externes sont à placer uniquement dans une section « Liens externes », à la fin de l'article. Ces liens sont à choisir avec parcimonie suivant les règles définies. Si un lien sert de source à l'article, son insertion dans le texte est à faire par les notes de bas de page.
- La présentation des références doit suivre les conventions bibliographiques. Il est recommandé d'utiliser les modèles {{Ouvrage}}, {{Chapitre}}, {{Article}}, {{Lien web}} et/ou {{Bibliographie}}. Le mode d'édition visuel peut mettre en forme automatiquement les références.
- Insérer une infobox (cadre d'informations à droite) n'est pas obligatoire pour parachever la mise en page.

Pour une aide détaillée, merci de consulter Aide:Wikification.
Si vous pensez que ces points ont été résolus, vous pouvez retirer ce bandeau et améliorer la mise en forme d'un autre article.
Pour les articles homonymes, voir Gaillard.
La Galerie Rouge (auparavant : Galerie Agathe Gaillard jusqu'en 2019), est une galerie d'art photographique installée dans le 4e arrondissement de Paris, pionnière sur le marché du tirage photographique.

## Historique
Agathe Gaillard ouvre sa galerie le 10 juin 1975 au 3 rue du Pont-Louis-Philippe, dans un local appartenant à la mairie de Paris et situé au cœur du quartier du Marais. Elle est alors encouragée par ses amis photographes Jean-Philippe Charbonnier, Henri Cartier-Bresson, André Kertesz, Édouard Boubat, Robert Doisneau.
Sa galerie est la première à Paris consacrée uniquement à l’art de la photographie avec, comme objectif, de faire entrer celle-ci dans l'art contemporain en tant qu'art spécifique. Le premier exposant est l’américain Ralph Gibson.
Agathe Gaillard présente presque toujours des photographes vivants ou aujourd'hui disparus, qu'elle a personnellement rencontrés. Elle recherche également des artistes ayant une expression personnelle et un souci de qualité des tirages.[réf. nécessaire]
La galerie d'Agathe Gaillard trouve ainsi ses ressources presque systématiquement dans la vente de tirages. Elle a ainsi aidé de grandes collections publiques et privées à se constituer.[réf. nécessaire]
De mai à septembre 2015 a lieu l'exposition intitulée À découvrir, consacrée aux trois derniers photographes découverts par Agathe Gaillard : Juliette Diemer, Hervé Baudat, et Céline Vomiero. Une façon de boucler la boucle pour Agathe Gaillard.
En février-mars 2017 a lieu la dernière exposition mémorielle, avec les photographies d’Édouard Boubat, Manuel Álvarez Bravo, Jean-Philippe Charbonnier, Luc Choquer, Ralph Gibson, André Kertesz.
En juin 2017, Agathe Gaillard réalise son dernier accrochage, avec les photographies du lauréat du prix Henri Cartier-Bresson, Claude Iverné.
En 2017, Agathe Gaillard quitte la direction de la galerie, qui est rachetée par le banquier David Azéma. 
En septembre 2017, avec le nouveau propriétaire David Azéma, elle présente, sous la direction d'une nouvelle directrice artistique, Fiona Sanjabi, l’exposition « Hommage à la beauté » puis, en novembre 2017, une exposition intitulée De la couleur des photographies de Claude Iverné.
Suivent, en février 2018, Manuel Álvarez Bravo et Colette Alvarez Urbajtel (es), et, en septembre 2018, Claude Iverné : Nubie.
En mai 2020, la galerie change de nom pour devenir La Galerie Rouge, en référence à la couleur rouge vermillon de sa façade,.

## Photographes exposés par Agathe Gaillard de 1975 à 2012 (Liste non exhaustive)
- Manuel Álvarez Bravo
- Arnaud Baumann
- Édouard Boubat
- Bill Brandt
- Henri Cartier-Bresson
- Toni Catany
- Jean-Philippe Charbonnier
- Luc Choquer
- Gilles Dacquin
- Robert Doisneau
- Sandra Eleta
- Jean-Pierre Evrard
- Bernard Faucon
- Louis Faurer
- Gisèle Freund
- Ralph Gibson
- Thierry Girard[12],[13]
- Patricia de Gorostarzu
- Florence Gruère
- Hervé Guibert
- Bernard Guillot
- Jean-Pierre Haigneré
- Izis
- Michel Kempf
- André Kertész
- Roland Laboye
- Erica Lennard
- Don McCullin
- Fernand Michaud
- Arno Rafael Minkkinen[14]
- Pierre Molinier
- Marie-Paule Nègre
- Pierre Reimer
- Marc Riboud
- Willy Rizzo
- Tomio Seike
- Jérôme Soret
- Jean-François Spricigo[15]
- Jean-Louis Swiners
- Peter Turnley
- Ed van der Elsken
- Hugues de Wurstemberger[16]

## Publications
- André Kertesz, Paris, éditions Pierre Belfond, coll. « Les grands photographes », 1980, 123 p.-[16] p. de pl.  (ISBN 2-7144-1347-1).
- Mémoire d’une galerie, Paris, Gallimard, coll. « Témoins de l'art », 2013, 165 p.  (ISBN 978-2070140312)